# Parepidosis porrecta
Parepidosis porrecta är en tvåvingeart som först beskrevs av Ephraim Porter Felt 1914.  Parepidosis porrecta ingår i släktet Parepidosis och familjen gallmyggor.
Artens utbredningsområde är New York. Inga underarter finns listade i Catalogue of Life.